# Pedicia gifuensis
Pedicia (Pedicia) gifuensis là một loài ruồi trong họ Pediciidae. Chúng phân bố ở vùng sinh thái Palearctic.